# Puerta giratoria

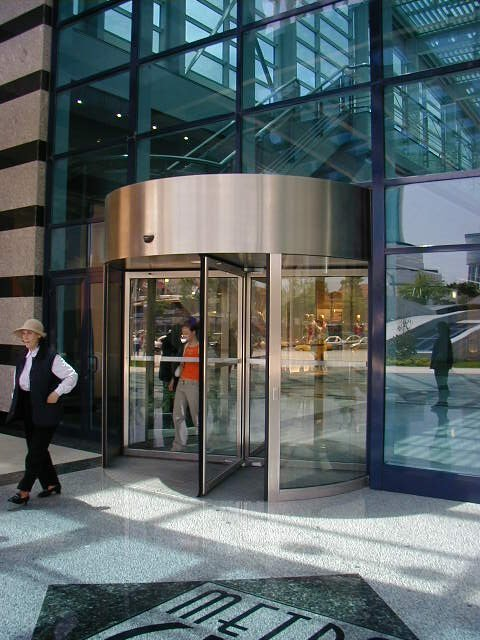
Puerta giratoria.

Una puerta giratoria es un tipo de puerta que permite un uso simultáneo tanto para entrar como para salir de un edificio. Consiste generalmente de tres o cuatro hojas posicionadas verticalmente; unidas a un eje central que les permite girar, ya sea mediante un motor o al ser empujadas por los usuarios.
Su principal ventaja es minimizar la fuga de aire en edificios aclimatados con acondicionamiento o calefacción, permitiendo a la vez un elevado flujo de personas en ambas direcciones a través de ella. Por lo menos dos personas pueden entrar y salir del edificio al mismo tiempo mediante este sistema.
Fue inventada por el ingeniero estadounidense Theophilus Van Kannel, quien la patentó el 7 de agosto de 1888.

## Funcionamiento
Con el propósito de llevar a cabo su cometido eficazmente, la puerta giratoria suele estar contenida dentro de una estructura cilíndrica en la que calza con relativa justeza. Para acceder a ella, el cilindro contenedor presenta dos aberturas, una hacia el exterior y otra hacia el interior de la construcción, aunque suficientemente separadas como para que siempre haya interpuesta al menos una hoja de la puerta entre ambas.
Debido a ello, al ingresar en una de estas puertas y avanzar acompañando su giro, una persona puede encontrarse momentáneamente rodeada por dos de sus hojas y el cilindro que la contiene, lo que en algunas personas propensas a la claustrofobia puede ocasionar una desagradable sensación de encierro.